# 美麗灣渡假村爭議
美麗灣渡假村爭議，是一件在台灣台東縣爆發的土地開發案爭議。2003年開始，台東縣政府以BOT方式將位於卑南鄉共計6公頃的杉原海岸出租予美麗灣渡假村股份有限公司，由美麗灣公司負責投資興建並經營美麗灣渡假村飯店，但開發之初即刻意迴避環境影響評估程序，遭到法院多次判決環境影響評估程序與建照發放皆屬違法。然台東縣政府堅持繼續開發，因此屢次引發各界爭議。
反對此開發案的公民團體認為，由於杉原海岸是台灣東部唯一的沙岸地形，擁有美麗海景之外，更是當地傳統原住民活動的地區；地方政府將海岸交給私人企業經營，除了剝奪人民接近使用海岸的權利之外，也造成原住民文化保存問題。加上美麗灣公司於施工過程中破壞當地生態環境，台東縣政府卻刻意違反法定程序，違法規避環境影響評估，准許核發建照。
支持此開發案者則認為，此開發案與開發業者可以帶動台東經濟發展與地方繁榮，增加就業，同時兼顧開發保育工作。2016年3月底，最高行政法院判決撤銷台東縣政府通過業者環評審查的結論定讞；2016年4月21日，最高行政法院判決撤銷台東縣政府准許業者復工的行政處分定讞。
2020年台東縣政府用6.29億買回美麗灣開發案建物。2022年8月17日，監察院表示，台東縣政府濫用BOT協調機制，將法院判決認定可歸責於民間機構的事由決議為「不可抗力及除外情事」，使業者得免除其違約責任，經委員會討論通過糾正台東縣政府。

## 股東結構
美麗灣渡假村投資案，股東包括美麗信酒店集團、德安開發等。德安集團與美麗灣渡假村股東來自同一個家族，但美麗華百貨並未參加投資。
2007年8月，原佔美麗灣渡假村45%投資額的最大投資股東娜路彎大酒店董事長林炎煌，因環保團體抗議造成美麗灣渡假村開發進度延宕，決定撤資；同時也取消了在綠島的另一個投資案。其他股東則繼續投資此案。

## 發展歷史
| 年份   | 日期          | 事件 |
| ------ | ------------- | --- |
| 2003年 | 7月15日       | 德安開發向台東縣政府提出杉原海水浴場投資案，依據《促進民間參與公共建設法》第46條，提出以BOT方式，經營杉原海水浴場，設立主題餐飲區與海水浴場區，建議設定地上權50年（德安92字第07006號）。 |
| 2004年 | -             | 2004年初，進行再審時，德安開發提出要增建50個房間，興建旅館。台東縣政府同意，提出最高房間數80間，全區建蔽率10%，容積率30%的規定。在得標後，德安開發以轉投資方式成立美麗灣渡假股份有限公司，與台東縣政府議約，並將房間數增加到73間。 |
| 2004年 | 12月14日      | 台東縣縣長徐慶元在卸任前批准杉原海水浴場投資案，租期50年。 |
| 2005年 | 3月           | 台東縣政府同意美麗灣渡假公司的申請，將約0.9997公頃的建築基地與海水浴場分割，進行開發。並核准了美麗灣公司將海水浴場等設備及停車場、公共設施、沙灘設施等設備報廢，由美麗灣公司進行拆除。 |
| 2005年 | 8月1日        | 美麗灣渡假公司以增加建築結構穩定度為由，變更設計，將建物改為地上五層、地下一層，增加了兩層樓。 |
| 2005年 | 10月7日       | 台東縣政府同意，發出建照。但在計算建蔽率與容積率時，是以開發全區來計算，然後又以由建築基地計算開發面積不足一公頃的理由，不進行環境影響評估。民間團體質疑，台東縣政府與美麗灣公司企圖規避環評。 |
| 2006年 | -             | 計劃擴大開發面積，以擴建規劃別墅區增加開發範圍為由，業者首度提出環評說明書開發面積59,956公頃。 |
| 2007年 | -             | 因民間抗議，縣府將環評案外包，歷經5次環評，期間，環保團體舉發飯店業者違法傾倒建築廢土，破壞沙灘生態，進行抗爭。 |
| 2007年 | 5月           | 環保團體向環保署舉發美麗灣違反環評規定。 |
| 2007年 | 6月27日       | 環保署至現地查核，確認違法。 |
| 2007年 | 7月9日        | 環保署行文台東縣政府，要求縣府遵守環評法，命令業者停止開發行為，補做環評。但台東縣政府並未要求業者停止開發，只有開始補做環境影響評估。 |
| 2008年 | 1月           | 台東環保聯盟舉辦「搶救杉原海灣大遊行」記者會，中國時報記者邵惠琴到場採訪，但隔日遭主管劉揮斌將其調職到大武山，阻止她繼續採訪。 |
| 2008年 | 6月           | 台東縣政府通過環境影響評估案。環保團體向行政法院提起訴訟。 |
| 2009年 | 8月10日       | 高雄高等行政法院判決美麗灣「環評無效」。 |
| 2010年 | 9月7日        | 高雄高等行政法院判決「建照無效」，判令台東縣政府應令美麗灣渡假村停止開發行為。 |
| 2010年 | 7月21日       | 然而美麗灣公司於2010年申請建造執照，台東縣政府無視法院判決，仍於2010年8月11日核發建照，並於9月21日核發使用執照。 |
| 2012年 | 1月19日       | 最高行政法院判決，台東縣政府所做環評案，違反環評法，無效定讞。 |
| 2012年 | 6月2日        | 台東縣政府重啟環評程序，引發爭議。當天前往抗議現場的攝影師林國勳，與在公聽會提問的成功大學學生李品涵，在事後都接到台東縣警局的約談通知，指出他們涉嫌侮辱公署及妨害公務。環保團體認為此舉涉嫌侵犯言論自由。台東縣議會議員張清忠指出某位反對開發案的劉姓教授是環保蟑螂，並指出當地部落反對開發案的林淑玲一家佔用國有地，要求縣政府拆除他們的房子。 |
| 2012年 | 7月21日至29日 | 由藝文界人士組成的反反反聯盟，舉辦「沙灘、海洋、Fudafudak─永遠的天堂」音樂會與事件展，以音樂表達反對訴求，參與的歌手有張懸、巴奈、董事長樂團、飛兒樂團主唱詹雯婷、何欣穗等人，李宗盛也錄製影片表示支持。 |
| 2012年 | 9月20日       | 環保團體主張此開發案未經合法環評程序，上訴最高行政法院，要求撤銷開發許可。 |
| 2012年 | 9月20日       | 最高行政法院判決開發違法，要求台東縣政府應命令美麗灣渡假村公司停止開發行為，全案定讞。這是台灣第一件公民訴訟勝訴案，環保團體要求台東縣政府依法拆除已興建的部份，恢復環境原貌，再重新進行開發審查。美麗灣與台東縣政府表示，第一張建照已作廢，但其他建照仍然有效，將繼續開發。 |
| 2012年 | 9月29日       | 美麗灣公司以大型機具進行淨灘活動，台東環保團體發現沙灘上有數塊廢棄水泥塊，懷疑廢棄物是美麗灣公司在先前工程中傾倒的，美麗灣公司為避免被發現才進行清除。環保團體向環保局舉發，但美麗灣否認此事，表示他們進行淨灘作業時，發現沙灘下有一個被掩埋的水泥基座，才一併清除。 |
| 2012年 | 10月1日       | 內政部於10月1日行文台東縣政府，要求台東縣府說明將如何處置。 |
| 2012年 | 10月3日       | 台東縣縣長黃健庭認為美麗灣渡假村非實質違建。 |
| 2012年 | 10月23日      | 台東縣政府回覆內政部，美麗灣建照合法，仍然會繼續讓美麗灣興建。 |
| 2012年 | 11月16日      | 台東縣建設處副處長江慧卿以縣府公務宣導系統，通知縣政府員工，至美麗灣業者成立的臉書專頁「看見美麗灣」按讚，並在必要時為縣政府政策辯護。此事在12月25日被網友發現。 |
| 2012年 | 11月19日      | 台東縣政府公告，將於11月29日重新召開環評會議，為美麗灣渡假村建照補做環評，隨後又以委員出席人數不足為由，宣布延期召開。學術界發起連署反對活動，前中研院院長李遠哲等人出面響應，共有600多人連署， 並召開記者會發表聲明。環保署發出新聞稿，請學者「用心衡量再三，以免連署後發現被民間團體誤導，在不知情下玷污了學術的清明與尊嚴」。台東縣政府秘書長陳金虎說，「不敢苟同學者的不問是非」，呼籲學者尊重環評委員的專業。反對學者則認為台東縣政府對於法律的詮釋有誤 |
| 2012年 | 11月29日      | 營建署官員至立法院內政委員會報告，認為拆除有困難，尊重環保署的意見，待台東縣補做環評之後再決定。立法委員林淑芬認為，營建署為主管機關，應執行《環評法》與法院決議。內政委員會做出決議，凍結營建署100多萬元預算，要求內政部長李鴻源應在1個月內安排南下會勘，限期台東縣政府處理或逕予代行處理，再進行專案報告才能動支這筆預算。林淑芬與親民黨籍立法委員張曉風也提案，先行拆除目前已遭最高行政法院判決建照無效，被內政部認定為「實質違建」的美麗灣飯店主體建物，但此提案尚未在內政委員會中討論。 |
| 2012年 | 11月30日      | 台灣蠻野心足生態協會、地球公民基金會等環保團體召開記者會，呼籲內政部勇於執法，拆除違建的美麗灣飯店。 |
| 2012年 | 12月4日       | 環保團體到臺東地檢署控告臺東縣長黃健庭，未拆除美麗灣渡假村，涉嫌瀆職。對此，臺東縣政府再次強調，沒有拆除問題。台灣環保聯盟台東分會長劉炯錫與前環保署長張國龍發起千人拆除大隊總動員，率眾至美麗灣飯店，掛上工程告示牌，要求拆除飯店，與飯店支持者發生衝突，雙方都預備提告。 |
| 2012年 | 12月18日      | 支持開發案的臺東地方人士，包括美麗灣地方自救會會長黃俊銘、臺東縣總工會理事長陳貞賢、臺東市民代表會主席胡中南、卑南鄉鄉民代表陳德三、富山村村長黃文明、莿桐部落主席劉裕義、莿桐部落婦女代表余秀珠、部落青年代表王秋明、富山村護漁協會理事長陳世岳、臺東縣綠島獅子會長楊珍琪等人，在臺東縣議會副議長陳宏宗帶領下，至臺北市召開記者會。場地與記者會聯絡由美麗灣渡假村公關部協助。在記者會中，出示一份有一萬多人連署支持開發案的連署名單，表達支持開發案。 |
| 2012年 | 12月22日      | 臺東縣政府召開第七次環評會議，15名環評委員中只有8名出席。會議出席環評委員為：黃明恩（台東縣環保局長，擔任此次會議主席）、許瑞貴（台東縣建設處長）、劉榮堂（台東縣農業處長）、許中立(屏科大水土保持系)、吳俊哲(逢甲大學環境工程學系)、周志儒(國立高雄第一科技大學環境與安全衛生工程學系)、廖秋榮(高雄市立空中大學科技管理學系兼任)、張章堂(國立宜蘭大學環境工程學系) 。會議開始前，縣政府公告只有預先登記的團體可以發言，但是允許未經登記的縣議員李錦慧入場。李錦慧發言指責抗議團體，在發生口角後，縣政府不理會抗議團體提出的程序問題，逕行從原定之場地移至另一會議室，禁止民眾旁聽與媒體入內採訪。在密室會議中，環評委員一票要求退回開發案，修正後補件，另外七票則支持有條件通過，會議結束，宣布結果為有條件通過。引起環保團體及部分場外民眾不滿，認為台東縣政府黑箱作業，要求對外公開說明通過條件為何。 |
| 2012年 | 12月24日      | 環保署長沈世宏表示，台東縣政府此次所做環評，符合環保署規定。環保團體認為出席的8名委員中，其中三名委員，包括許瑞貴、黃明恩、劉榮堂，皆代表台東縣政府，其立場不中立，依法必須迴避。他們再次強調，此次環評無效，將再度提起訴訟。台東縣政府主張，根據法律，此三名委員無須迴避，認為環評合法。 |
| 2013年 | 3月5日        | 環保團體委託律師詹順貴，向環保署提出訴願，要求撤銷台東縣政府第七次環評決議。 |
| 2013年 | 3月15日       | 再度提出停止執行的聲請，要求在環評訴願程序未完成之前，環保署應強制台東縣政府停止開發。 |
| 2013年 | 7月8日        | 高雄高等行政法院判決，裁准美麗灣假處分案，要求業者停工。美麗灣飯店與台東縣政府提出抗告。 |
| 2013年 | 10月16日      | 《聯合報》報導，最高行政法院判決，美麗灣停工假處份案定讞。美麗灣飯店業者，決定將40名員工依法資遣，或轉任其他工作。若撤銷環評案也敗訴，業者不排除停止開發並申請國賠。 |
| 2014年 | 10月28日      | 高雄高等行政法院，判決居民勝訴，撤銷台東縣政府第七次環評決議。 |
| 2014年 | 12月1日       | 台東縣長黃健庭決定再次上訴。 |
| 2015年 | 9月10日       | 2013年2月1日，台東縣政府公告有條件通過環評審查，3月，美麗灣飯店申請復工獲准。根據環評決議不合法的前提，高雄高等行政法院判決，台東縣政府准予復工的行政處分也不合法，撤銷復工許可。 |
| 2016年 | 3月31日       | 對於高雄高等行政法院判決台東縣政府第七次環評決議違法，必須撤銷，台東縣政府提起上訴。最高行政法院駁回上訴，判決第七次環評決議違法，定讞。 |
| 2016年 | 4月21日       | 最高行政法院判決撤銷台東縣政府准許業者復工的行政處分，定讞。 |

## 法院判決及理由
最高行政法院判決，環評違法，開發違法。
最高行政法院認為，本開發案使用基地是屬山坡地，且申請開發土地超過一公頃，依環評法等規定應先實施環評，但在環評未通過前，美麗灣渡假村已在該土地興建旅館，判決違法；且因環評不合規定，溯及既往，台東縣政府已核發的建照失效。行政法院要求台東縣政府應命令美麗灣渡假村公司停止開發行為。
美麗灣渡假村開發案之行政訴訟，目前大致上可分為兩種途徑，第一種是由原告台灣環境保護聯盟所提起的公民訴訟，要求被告台東縣政府命美麗灣公司停止一切開發工程行為，第二種則是由當地居民要求台東縣政府撤銷已經作成的環評審查結論。2012年9月20日最高行政法院判決後，全案定讞。

### 公民訴訟
| 裁判日期      | 裁判字號                                        | 原告 上訴人  | 被告 被上訴人 | 裁判主文 |
| ------------- | ----------------------------------------------- | ------------ | ------------- | --- |
| 2007年5月10日 | 96年度全字第20號                                | 台灣環保聯盟 | 台東縣政府    | 被告應命美麗灣渡假村於本件行政訴訟程序終結前停止在台東縣卑南鄉O路O段346及346-4地號兩筆土地上之一切開發施工行為。                              |
| 2008年1月23日 | 高雄高等行政法院96年度訴字第647號判決           | 台灣環保聯盟 | 台東縣政府    | 被告應命參加人停止在坐落台東縣卑南鄉○路○段346-4地號土地上之一切 開發施作工程行為。 被告應給付原告新台幣陸萬元。                               |
| 2010年4月22日 | 最高行政法院99年度判字第403號判決               | 台灣環保聯盟 | 台東縣政府    | 原判決廢棄，發回高雄高等行政法院。 |
| 2010年9月7日  | 高雄高等行政法院99年度訴更一字第8號判決         | 台灣環保聯盟 | 台東縣政府    | 被告應命參加人停止在坐落台東縣卑南鄉○路○段346-4地號（重測後併入 富山段459地號）土地上之一切開發施作工程行為。 被告應給付原告新台幣6萬元。     |
| 2011年8月18日 | 最高行政法院100年度判字第1451號判決             | 台灣環保聯盟 | 台東縣政府    | 原判決廢棄，發回高雄高等行政法院。 |
| 2012年2月23日 | 高雄高等行政法院100年度訴更二字第36號判決       | 台灣環保聯盟 | 台東縣政府    | 被告應作成命參加人停止在坐落臺東縣卑南鄉○路○段346-4地號（重測後 併入富山段459地號）土地上實施開發行為之行政處分。 被告應給付原告新臺幣6萬元。 |
| 2012年3月22日 | 高雄高等行政法院100年度訴更二字第36號判決之上訴 | 台灣環保聯盟 | 台東縣政府    | 要求原判決廢棄 |
| 2012年9月20日 | 最高行政法院101年度裁字第1888號裁定             | 台東縣政府   | 台灣環保聯盟  | 上訴駁回。 上訴審訴訟費用由上訴人負擔。 |

### 撤銷環評訴訟
| 裁判日期      | 裁判字號                             | 原告 上訴人            | 被告 被上訴人 | 裁判主文                 |
| ------------- | ------------------------------------ | ---------------------- | ------------- | ------------------------ |
| 2009年8月10日 | 高雄高等行政法院98年度訴字第47號判決 | 當地居民8人            | 臺東縣政府    | 訴願決定及原處分均撤銷。 |
| 2012年1月19日 | 最高行政法院101年度判字第55號判決    | 臺東縣政府、美麗灣公司 | 當地居民8人   | 上訴駁回。               |
| 2012年9月27日 | 最高行政法院101年度判字第860號判決   | 美麗灣公司             | 當地居民8人   | 再審之訴駁回。           |

## 各界立場

### 台東縣政府
台東縣縣長黃健庭認為美麗灣渡假村的地權合法，現有建物絕沒有構成實質違建。他認為台東縣需要經濟發展，希望大家回到專業環評。
台東縣政府認為，美麗灣第一張0.9997公頃建照雖被法院判決違法，但後續建照皆合法，因此仍然會繼續讓美麗灣興建。台東縣政府秘書長陳金虎表示，這「一公頃的問題已不存在」；「不能依最高行政法院判定做最後結論」；「業者只要是合乎規定，依法保障；不合法令規定的部分，則依規定補正。」他認為，最高行政法院只判決環評無效，未裁決建照無效。即使環評沒過，美麗灣渡假村的地上建物依然沒有拆除問題，只是無法營業。

### 美麗灣公司
美麗灣業者主張，最高行政法院只是認定第五次環評結果違法，撤銷第一張建照，但是之後的其他環評與建照都是合法的。美麗灣渡假村表示，他們在2010年已經放棄這一個建照，又重新申請另外六公頃的建照，此判決對他們沒有拘束力，正重新提起環評。美麗灣公司更表示，地方政府將海岸交給企業經營，不但可以將海岸管理更為安全乾淨外，未來台東縣民更是享有免門票優惠，加上美麗灣公司已通過環境影響評估審查，將可落實兼顧開發保育工作，帶動地方繁榮。

### 地方民意代表
刺桐部落主席劉裕義支持美麗灣開發案，認為美麗灣渡假村可讓子女留在家鄉照顧老人家。卑南鄉富山村村長黃文明強調，富山村九成以上村民支持此案。
曾任台東縣觀光協會理事長的臺東縣議會副議長陳宏宗也認為，台東人需要工作機會，反對美麗灣者皆非在地人，外界要傾聽台東人的心聲，已有近萬台東民眾連署支持美麗灣。

#### 內政部
內政部長李鴻源在立法院接受質詢表示，依行政法院判決，台東美麗灣渡假村建照應屬無效，是「實質違建」。

#### 行政院環保署
環保署長沈世宏認為，2008年台東縣政府核發的第二張合法建照，雖然遭到行政法院撤銷，但是並不是自始無效。環保署堅持「從來沒做過環評才算」，「因此，依照行政程序法，台東縣政府有決定是否必須先拆除後再補做環評的行政裁量權。」環保署長沈世宏支持台東縣政府所做第七次環評會議結論的合法性。

### 環保與公民團體
台灣法學界多數認為，建照無效也包括「審查結論被行政法院撤銷」的情形，反對學者認為此案也應適用於此情形。國立成功大學法律學系副教授王毓正，引用2012年2月高雄高等行政法院的判決結果，認為此案適用環評法第14條第1項規定，第二張建造執照應隨著環評結論被判決撤銷而「自始、當然、確定無效」，內政部曾也做出「實質違建」的結論，說明環保署立場並不符合法院判決
。曾任第五屆台東縣環評委員的國立台灣大學地理學系榮譽教授張長義說明，在他任內就堅持反對美麗灣，但是反對此案的環評委員，皆被台東縣縣長鄺麗貞撤換，證明台東縣政府立場並不公正。
環保團體律師詹順貴認為，台東縣政府曲解了法院判決。

## 興建程序違法
美麗灣渡假村開發案之所以產生法律上爭議，原因在於德安開發在提出申請案時，最初只有申請經營海水浴場，沒有提到興建飯店與渡假村。台東縣政府配合民間財團，讓他們一路修改開發範圍，企圖規避環境影響評估。先允許財團進行開發，之後再補做環評；經過最高法院確定環評無效之後，台東縣政府又希望能在事後重新補做環評程序，因為不尊重程序正義，引起違法的爭議。
根據《開發行為應實施環評細目及範圍認定標準》，飯店或旅館設置達1公頃以上者就要環評，台東縣政府卻同意美麗灣公司透過基地切割先送0.9997公頃進行開發申請，先行申請建照，開始施工，之後才將開發案總面積送環評審查，在程序上並不合理。且依規定，如果是觀光旅館，主管機關為交通部，環評就應由中央環保署審查，美麗灣飯店以一般飯店向向台東縣政府申請許可，由台東縣政府進行環評程序，但是其開發案中又以觀光旅館來做規劃，似乎有脫法之嫌。
法律學者認為，法院已經判決環評案無效，因此整個開發案的建照應該一併撤銷，重新進行申請與評估；開發應該立刻中止，已興建的建築也應該拆除。因為行政法院判決揭示了「無環評、無許可、無開發」，而台東縣政府核發的建照雖然是在環評通過後才核發，但由於環評結論此一行政處分既然已經遭到行政法院判決撤銷確定，環評溯及既往失效，則美麗灣案即屬未通過環評，連帶的建照也因此失所附麗而溯及無效，那麼不論台東縣政府核發了幾張建造執照都是無效的；建照既然無效，美麗灣飯店建築主體當然就是違建，主管機關即應依法拆除。
認為美麗灣合法之見解則是認為，已核發的建照與通過的開發案仍然有效，失效的部份只有環評案。只需要重做環評，讓它通過即可。也就是說，雖然開發許可被撤銷，但建照的發給是依照建築法規，就算沒有開發許可，亦不影響建造執照的效力。

### 破壞海灘與自然環境
美麗灣飯店在杉原海灘建設的過程中，不但排放廢土與泥水到海洋中，影響杉原海域下的珊瑚礁生長，雖然屢次被環保團體舉發，業者卻暗自將廢棄泥塊掩埋於沙灘底下。環保署廢管處與營建署亦曾要求開發單位移除沙灘上的廢棄物。由於業者興建過程中產生的土石廢棄物尚包含大量夾雜著小石塊的泥土，這些土石佈滿沙灘隨著雨水流入杉原灣，持續不斷污染海洋及珊瑚礁，造成生態隱憂。

### 當地原住民權益
《原住民族基本法》第20條稱：「政府承認原住民族土地及自然資源權利。……原住民族或原住民所有、使用之土地、海域，其回復、取得、處分、計畫、管理及利用等事項，另以法律定之。」第21條則稱：「政府或私人於原住民族土地內從事土地開發、資源利用、生態保育及學術研究，應諮詢並取得原住民族同意或參與，原住民得分享相關利益。政府或法令限制原住民族利用原住民族之土地及自然資源時，應與原住民族或原住民諮商，並取得其同意。」本案應顧及原住民族之生存與人文活動空間。
杉原海灣是阿美族人的傳統領域，當地阿美族人稱其為「Fudafudak」，意思是「閃閃發光之地」，其細白的沙質媲美國外一些知名海灘。世代居住此地的阿美族人刺桐部落，可能會因為政府透過BOT將海岸土地交給財團來經營美麗灣渡假村，而失去原本靠海謀生方式。
2017年2月14日，原住民族委員會發布《原住民族土地或部落範圍土地劃設辦法》，排除私有土地劃入原住民族傳統領域，引發原住民團體抨擊是讓本案等土地開發爭議「就地合法」、限縮原住民族傳統領域。2017年2月18日，原住民族委員會主任委員夷將·拔路兒在原住民族電視台的專訪中承認，《原住民族基本法》對「原住民族土地」的定義不分公有或私有土地；但他話鋒一轉，以《原住民族土地及海域法草案》裡有類似公有土地的文字，來主張《原住民族基本法》有區分公有或私有土地的意思。2017年3月6日，凱道部落抗議人士巴奈·庫穗抨擊，蔡英文政府欺騙原住民族，「面對政府的背信和失格的政策，我們都該一起反抗」；夷將·拔路兒出賣原住民族與臺灣土地，必須下台。

### 台東經濟發展
支持美麗灣渡假村興建之意見大致認為，台東需要經濟發展，而美麗灣渡假村可鼓勵年輕人回流家鄉，促進在地工作及就業機會，並平衡區域發展，改善當地居民生活。
反對美麗灣渡假村興建之意見主要則是認為，台東經濟發展緩慢之主要原因是由於過去歷任台東縣長一味替違法業者服務，讓業者規避環評，包括先蓋好建物後再環評，以及准許不停工繼續核發建照等違法情事所致。另外，雖然中央政府確實長年忽視對台灣東部的規劃，但絕不可能只靠一家違法開發的美麗灣飯店即能促進經濟發展。台東並非不能蓋飯店，假若興建飯店即可解決台東所有經濟發展問題，在合法都市計畫區域內的建地興建飯店仍可開發營業，一樣可以促進地方就業機會，甚至更接近市區，故沒有必要將飯店建在一個地質敏感且會破壞自然生態的地方，並佔據原本應該屬於全民共享的沙灘給私人企業營利，複製台灣西部以往破壞環境的發展模式。

### 拆除事件
2024年，臺東縣政府拆除了反對開發案的原住民領袖林淑玲的老家，該行為被認為是壓制異議的舉措，引發了原住民團體與環保團體的強烈抗議。反對者進一步指出，拆除行為可能違反行政程序法及原住民族基本法，並呼籲中央政府對此事件展開獨立調查。